# Eupithecia japonica
Eupithecia japonica är en fjärilsart som beskrevs av Inoue 1979. Eupithecia japonica ingår i släktet Eupithecia och familjen mätare. Inga underarter finns listade i Catalogue of Life.